# Ktisis

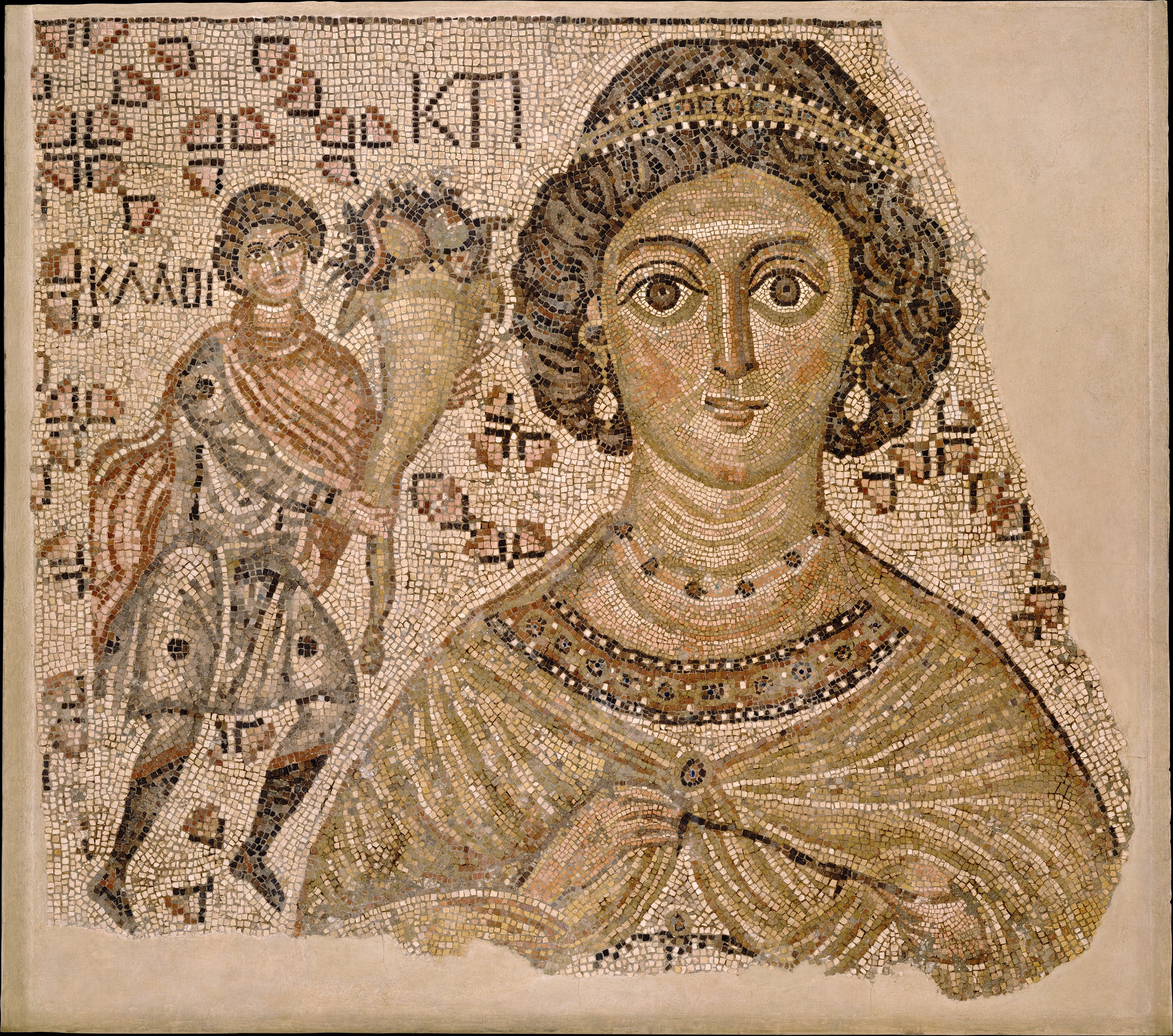
Ktisis, accompagnata dalla simbologia dell'Abbondanza (con cornucopia). Frammento musivo al MET di New York

Nel  mondo greco antico,  la ktisis (gr.: κτίσις, traslitterato anche con ctisis) era l'atto fondativo di una città, di una polis, o di una colonia. Nell'arte romana (più nello specifico, nel mosaico romano), Ktisis è una figura femminile ingioiellata che rappresenta una ricorrente personificazione del concetto astratto.

## Tema iconografico

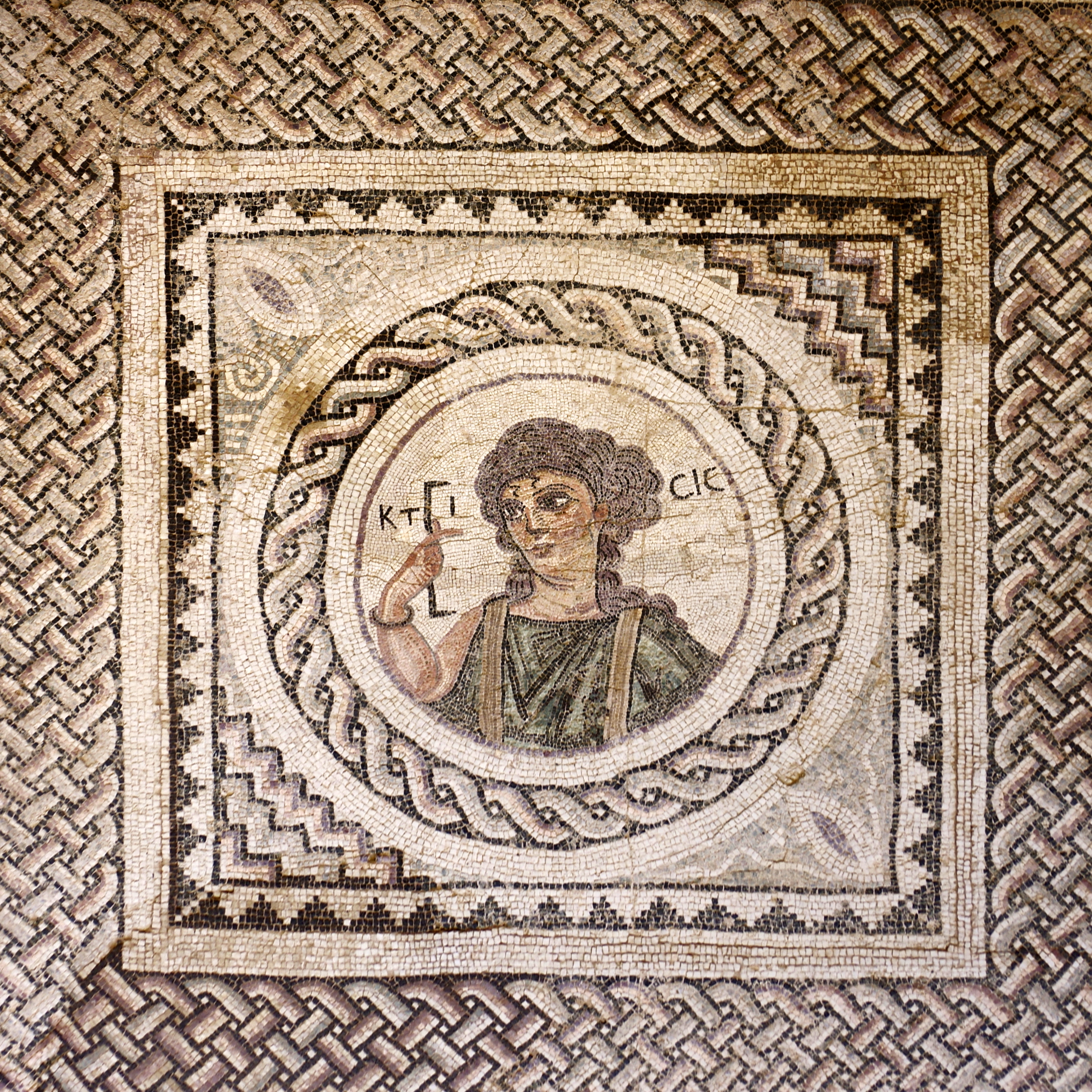
Mosaico pavimentale da Kourion (Cipro)

La Ktisis (Κτίσις è anche un soggetto iconografico dell'arte romana che compare in vari mosaici tardo-imperiale in contesti artistici provinciali, sia civili sia religiosi, quale personificazione della Fondazione, in continuità con la tradizione, tipica dell'arte classica, di simboleggiare un'idea astratta con una personificazione. Elemento figurativo costante è il soggetto femminile dal corpo panneggiato, accompagnato dalla iscrizione greca ΚΤΙCΙC; la testa femminile può essere cinta da un diadema e ornata da gioielli e affiancata da altri simboli benevoli.
Non va scambiata con Ktesis (Κτήσις), che invece era la personificazione del possesso: la confusione tra i due soggetti è facilitata, oltre che dall'assonanza del nome, anche dell'analogia del significato, in quanto la fondazione può essere considerata analoga a una presa di possesso, o comunque lo presuppone.

### Sopravvivenze iconografiche
La personificazione è attestata da alcune sopravvivenze musive, provenienti da contesti archeologici e architettonici sia civili sia cristiani.

#### Contesti abitativi e residenziali
Esistono alcune testimonianze provenienti da Antiochia:
- Villa costantiniana  (circa 325 d.C., la figura appare in un pannello quadrato del bordo di un mosaico, rappresentata in busto con panneggio mentre impugna un'asta obliqua. In altri riquadri del bordo sono raffigurati anche Ananeosis (Ἀνανέωσις: Rinnovazione, Rinascita), Dynamis (Δύναμις: Forza), Euandria (Εὐανδρία: Virilità; Abbondanza di forti uomini).
- Casa di Ktisis. Un medaglione centrale, risalente a circa il 500 d.C., contiene un busto di Ktisis con diadema, tunica bianca, mantello rosso, bastone obliquo. La raffigurazione è circondata da scene di caccia.
- Casa di Gea e delle Stagioni. Ktisis è rappresentata in un medaglione circolare al centro di un mosaico geometrico al livello superiore dell'edificio (ca. 460 d.C.).
- Casa della Dea Marina, datata circa al 475 d.C. Ktisis appare in un medaglioni, in un contesto analogo alla Villa costantiniana, denotato dalla compresenza delle altre tre iconografie di Ananeosis, Dynamis, ed Euandria. Tutti i volti sono stati mutilati in modo intenzionale e poi restaurati con tessere di marmo. Anche l'iscrizione è sopravvissuta in modo frammentario: Κ[..]CΙ[.] = Κ[ΤΙ]CΙ[C].

Una raffigurazione proviene dal sito  archeologico di Kourion a Cipro:
- Villa di Eustolio. Medaglione centrale del mosaico pavimentale all'ingresso. La figura osserva un righello da un piede romano tenuto in alto con la mano destra. L'iscrizione ΚΤΙCΙC si sviluppa su entrambi i lati della figura.

#### Contesti religiosi
- Chiesa di Qaṣr el-Lebia (circa 530 d.C.), nella diocesi di Olbia. La figura si mostra prospiciente, tra due alberelli schematizzati, vestita di chitone e mantello, in uno dei 50 riquadri contornati da una decorazione a treccia, il secondo dei quali raffigura Kosmesis (Κόσμησις: Abbellimento, Ornamento). Nella mano sinistra tiene un rotolo mentre la mano destra si protende in avanti reggendo una corona. In un terso riquadro, a fianco di Ktisis e Kosmesis vi è la raffigurazione della polis Nea Theodorias.
- Chiesa di Ras el-Hilal (circa 560 d.C.), in Cirenaica, andata distrutta nel 643 con l'espansione islamica del Califfato elettivo dei Rashidun, in due pannelli della navata centrale. Genera incertezza l'iscrizione che l'accompagna, ΚΤΗCIC, della quale non è chiara l'interpretazione come Ktesis (possesso) o, invece, come metafora della alla fondazione della chiesa (ktisis) della quale Kosmesis rappresenterebbe la personificazione dell'ornamento.

#### Contesti pubblici di funzione conosciuta
- Frammento di mosaico pavimentale in tessere di marmo e vetro, con interventi moderni di restauro, conservato al Metropolitan Museum of Art (numero di accessione: 1998.69; 1999.99; esposizione: The Met Fifth Avenue, Gallery 301), datato al 500-550 d.C., proveniente da un grande spazio pubblico. la donna è adorna di gioielli, tra cui un diadema e degli orecchini, e regge in mano lo strumento di misura per la lunghezza  piede romano. A sinistra dell'immagine, un uomo porta in offerta alla donna una cornucopia (è probabile che fossero due, in origine, le figure maschili offerenti[1]). Sulla testa dell'uomo si legge l'iscrizione frammentaria καλλοί, forse l'ini di una frase augurale come. Al momento dell'acquisto, le due immagini umane erano in due frammenti separati: è stato possibile ricomporre l'unità della raffigurazione grazie a una vecchia fotografia dell'intera composizione in una bottega di antiquario[1][2].